# Produsage
El Produsage o Produsuari és un acrònim de les paraules producer i user (producció i usuari) creat per l'australià Axel Bruns, autor del llibre "Blogs, Wikipedia, Second Life and Beyond: From Production to Produsage". Aquest concepte es refereix al tipus de creació de contingut portat a terme per l'usuari que es mou en una varietat d'entorns en línia.  El concepte esborra les fronteres entre el consum passiu i actiu de producció. La distinció entre productors i usuaris de continguts s'ha eliminat en els últims anys, ja que els usuaris juguen el paper de productors encara que no en siguin conscients.  El terme produser es refereix aleshores, a un individu que es dedica a l'activitat del produsage. Aquest concepte és similar i té relació amb la commons-based peer production, creada per Yochai Benkler .

## Cultura de la col·laboració
El produser participa en un nou món de continguts digitals, que apareixen en el mercat comunicatiu de la mà d'empreses de comunicació tradicionals i dels nous continguts, que a manera multicast, es produeixen i consumeixen.
En aquesta nova cultura, hi ha molts continguts que abans eren privats, fins i tot de l'àmbit personal, que ara es comparteixen a les noves plataformes digitals. També està sorgint de la mà dels produsers una cultura de participació i de generació col·lectiva de continguts interactius, que podem anomenar crowdsourcing o creació col·lectiva.

## Característiques delprodusage
Segons Axel Bruns, el produsage té les característiques següents que el defineixen: 
1. Obrir la participació i avaluació a la comunitat.
2. Artefactes palimpséstics sense acabar en un procés continu.
3. La common property Arxivat 2017-01-13 a Wayback Machine. i les recompenses individuals.[2]

## Participació oberta
Una característica clau del produsage és la col·laboració entre produsers per crear contingut en lloc de treballar com a individus. La creació de contingut es realitza amb freqüència per una sèrie de diferents usuaris en lloc d'un sol autor.  El model produsage proporciona eines que estan dissenyades i adaptades per fomentar la discussió oberta. Un exemple d'aquesta característica és la pàgina de discussió de Viquipèdia. Això facilita una discussió oberta entre els usuaris en l'avaluació de la qualitat del treball creat pels usuaris anteriors.
La participació en un model de produsage també és voluntària. A diferència d'una comunitat jeràrquica, no hi ha divisió sinó més aviat auto-selecció i tasques voluntàries. La comunitat considera la utilitat i rellevància de les contribucions, idees, comentaris i edicions fetes pels participants. Les contribucions que tendeixen a ser avaluades i desenvolupades són les rellevants i útils, mentre que les més irrellevants i no utilitzables tendeixen a ser ignorades. Tot i que la substancialitat de les contribucions útils pot variar dràsticament, totes elles contribueixen positivament a la qualitat global del projecte. Els participants que constantment fan contribucions valuoses seran vists com a líders entre els seus parells.
Bruns, a més, remarca que en general no hi ha un accés restringit a la majoria dels models produsage. Un nombre il·limitat de participants permet avaluar, criticar i analitzar les contribucions existents, augmentant la qualitat dels resultats. En aquest sentit, la inclusió és molt aconsellable, mentre que l'exclusivitat no és gens recomanable. Bruns també remarca que és beneficiós per a la comunitat interactuar amb els organitzacions, ja que amplia la gamma de coneixements en què es poden utilitzar per a formular un missatge més impactant. Per tant, l'estructura general de l'organització d'un model produsage es basa en la col·laboració, la participació i la inclusió.

## La propietat comuna i les recompenses individuals
Axel Bruns descriu la connexió entre la propietat comuna i recompenses individuals dins del produsage.  S'afirma que la participació en produsage està motivada per la capacitat dels produsers individuals per contribuir a un objectiu comú. 
Aquest propòsit compartit està representat en la capacitat del produsage per crear motivació entre produsers i que el contingut estigui treballant restes accessibles i obertes a tothom. Perquè una comunitat pugui contribuir i participar en ell produsage, ha d'haver pocs obstacles que impedeixin la seva contribució. Hi ha d'haver contingut abundant i accessible, existent i disponible per produsers per editar.
Per exemple, Bruns estableix que quan els individus s'involucren en el treball col·laboratiu, l'aplicació dels drets de propietat intel·lectual pot impedir l'edició en el treball dels altres produsers . Com a resultat, es necessita un mètode alternatiu per a la imposició de drets de propietat intel·lectual per tal de funcionar eficientment. Per tant, sosté que és possible que hàgim de declarar el contingut existent com a propietat comuna de la comunitat, com per exemple a través d'una llicència de Creative Commons.
No obstant això, s'ha d'evitar qualsevol intent d'individus o grups dins o fora del grup de produsage per capitalitzar el contingut de la informació compartida.  Qualsevol contingut que es treballa en una comunitat ha de romandre fàcilment accessible i on les modificacions en el contingut estiguin disponibles en condicions similars. A més, totes les contribucions fetes pels participants en el contingut compartit han de ser recompensades i reconegudes sempre que sigui possible.
Tot i que el contingut es comparteix en comunitat, els produsers guanyen mèrit personal amb les seves pròpies contribucions al projecte que s'està treballant. A més, aquestes recompenses individuals són una font de motivació addicional per a la participació de la comunitat en projectes de produsage. Per tant, el premi principal quant a la participació en el produsage és la condició personal, en lloc de ser guanys financeres i econòmics.

## Exemples deprodusage
Bruns destaca els següents exemples en el seu llibre:

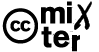
Cc Mixter.

- CcMixter. És un programari de música col·laboratiu que permet als produsers pujar música original, així com versions remix .Tota la música que es puja es regeix sota la llicència Creative Commons, que per tant permet que cada usuari tingui accés a tota la música sense limitacions.[4]
- El periodisme ciutadà. Axel Bruns afirma que el periodisme ciutadà és un exemple de produsage, ja que es basa en els seus usuaris per treballar com a participants en l'avaluació, donant a conèixer i donar resposta a les notícies.  Sosté que el periodisme ciutadà es nodreix de les contribucions voluntàries dels seus participants que utilitzen la tecnologia i Internet per coordinar el procés de periodisme ciutadà.[5] També afirma que xarxes socials, com Twitter, serveixen com a plataformes per al periodisme ciutadà.[6] Exemples en el periodisme ciutadà són:
  - Slashdot 
  - The Huffington Post
- Comunitats Fan Fiction com per exemple Sugar Quill respresenten models de produsage quant a la creació d'històries pels mateixos fans.
- Flickr. Aquest és un lloc d'edició de fotos i on es poden compartir fotos. A Flickr es poden trobar obres fetes pels mateixos usuaris i on col·laboren per crear contingut dels seus mateixos interessos. Bruns explica que els usuaris participen comentant i editant contingut anomenat "mashups". Aquests mashups són considerats propietat comuna i es representen contingut creat per l'usuari que està contínuament editat i reeditat a través de la participació oberta.[4]Wikipedia és un bon exemple de model prosumer.

Wikipedia és un bon exemple de model prosumer.

- Wikipedia . Axel Bruns utilitza Wikipedia com un exemple per il·lustrar les característiques de produsage. Afirma que Wikipedia és una enciclopèdia en línia i es diferencia de les enciclopèdies tradicionals, ja que aquestes només es basen en les contribucions dels experts. Com a resultat, les enciclopèdies tradicionals exclouen la participació del públic i no tenen un grup divers de col·laboradors a participar, analitzar i criticar la feina del grup. No obstant això, Wikipedia valora les característiques del produsage de participació oberta, permetent que qualsevol pugui editar una pàgina al seu lloc web. Els usuaris poden iniciar noves pàgines o editar una pàgina ja existent. A més, els usuaris poden llegir el treball d'altres que han col·laborat abans en la pàgina i construir sobre el que ja s'ha escrit. Bruns també assenyala que Wikipedia recull el principi del produsage. No hi ha un líder solitari en una pàgina de Wikipedia, de manera que els usuaris estan autoritzats a avaluar lliurement el contingut de cada un. Assenyala que els que contribueixen més a una pàgina poden tenir visibilitat a la comunitat, en contrast amb aquells que tenen menors taxes de participació, però, el lideratge es troba sempre en constant canvi.[2]